# 名鉄DB3形ディーゼル機関車
名鉄DB3形ディーゼル機関車（めいてつDB3がたディーゼルきかんしゃ）は、かつて名古屋鉄道で運用されたディーゼル機関車である。1両（3）のみ存在した。

## 概要
1951年（昭和26年）3月、汽車会社が製造した小型のディーゼル機関車である。汽車会社で戦後に初めて製造したディーゼル機関車とされる。
名古屋鉄道のディーゼル機関車の多くは名古屋鉄道が車籍を持ち、所有は日本通運、愛知製鋼、東レなどの荷主や通運業者である私有車であり、運用は荷主や通運業者の専用線に限られる。このDB3形とDED8500形は自社所有の機関車である。
愛知県営側線の主力機関車として運用され、1959年（昭和34年）の伊勢湾台風での被災時には電気機関車に代わりに築港線でも使用されている。
1966年（昭和41年）10月に廃車。廃車後は秩父鉄道に譲渡され、熊谷駅南側に存在した熊谷工場の無籍の入替機として使用された。